# Adelasia Cocco

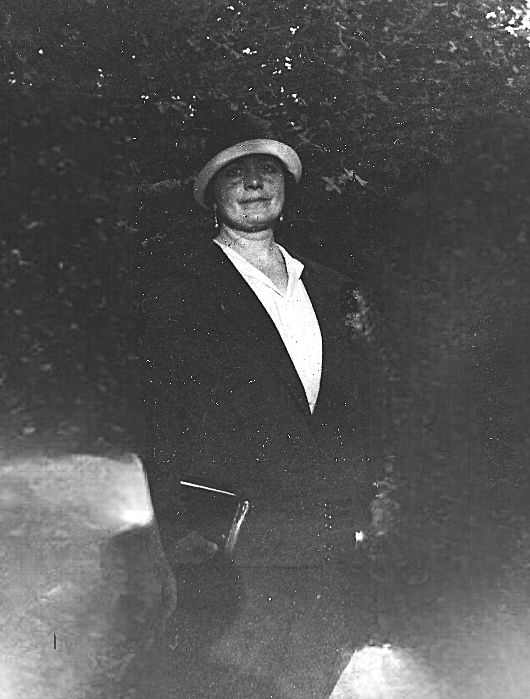
Anni Trenta, dottoressa Adelasia Cocco Floris, particolare di una foto di gruppo (archivio di famiglia)

Adelasia Cocco Floris (Sassari, 18 novembre 1885 – Nuoro, 1983) è stata una medica italiana, la seconda donna sarda laureata in medicina e la prima donna medica condotta d'Italia nel 1914. Fu anche la prima donna in Sardegna a prendere la patente nel 1919.

## Biografia
Adelasia Cocco, il cui nome ricorda quello della regina consorte di Sardegna, era la figlia di Celestina Sassu e di Salvatore Cocco Solinas, poeta-narratore e giornalista (che collabora con il Sassari e la Rivista delle tradizioni popolari italiane), amico di Grazia Deledda e Angelo De Gubernatis. Interessata alla professione medica dalla giovane età, nel 1907 si iscrisse alla prestigiosa Facoltà di Medicina dell'Università di Pisa, unica donna. Nel 1910 ritornò a Sassari dove si laureò nel 1913 con la tesi intitolata Potere autolitico del siero di sangue come contributo alle reazioni immunitarie, sotto la guida del professore Luigi Zoia, direttore dell’Istituto di patologia e clinica medica dell'Università di Sassari. Fu la seconda donna dell'isola a laurearsi in medicina; prima di lei, Paola Satta si era laureata a Cagliari, nel 1902. 
Fu amica del poeta Sebastiano Satta e del pittore Antonio Ballero.

## Carriera
Subito dopo la laurea nel 1913, essendo libera una condotta medica a Nuoro, avanza la richiesta al Comune da cui al tempo dipendeva la sanità pubblica. Nonostante l'opposizione del Prefetto, i consiglieri comunali le assegnarono la condotta nella città di Nuoro, e, sul finire del 1914, dopo l'uccisione di uno dei tre medici condotti che assisteva i malati della vicina frazione di Lollove, affrontò i pericoli della quotidiana assistenza percorrendo i 15 chilometri che dividono il paese dalla città. Qui si prese cura delle poche centinaia di abitanti del paesino di montagna. Svolse una costante attività di educazione sanitaria in qualità di Ufficiale sanitario a Nuoro (nominata nel 1928) e di direttrice del Laboratorio Provinciale di Igiene e Profilassi (nomina del 1932).
Morì a Nuoro nel 1983, all'età di 98 anni.

## Intitolazioni
Ad Adelasia Cocco è stata intitolata una scalinata a Nuoro, vicino alla Cattedrale di Santa Maria della Neve, tra via Matteotti e via Antonio Mereu. Nel 2015 le è stato intitolato un parco pubblico a Sassari.